# Рейчел Карен Грін
Рейчел Карен Грін (англ. Rachel Karen Green) — персонаж популярного американського телевізійного серіалу «Друзі».
Її роль у серіалі виконала актриса Дженніфер Еністон.

## Загальна інформація
Рейчел Карен Грін (Дженніфер Еністон) — донька заможних батьків, має двох сестер — Еммі та Джил. До початку подій серіалу, вона ніколи не працювала і жила на гроші тата. У Рейчел був наречений Баррі, але вона покинула його та втекла з весілля. Згодом оселилася у Моніки, найкращої подруги з середньої школи.
Життя у великому місті спочатку здавалося їй досить важким, тим паче, що їй довелося шукати роботу, чого вона раніше ніколи не робила. Спершу Рейчел працювала офіціанткою в «Центральній кав'ярні», але незабаром почала кар'єру в моді. Перша така робота була невдалою — вона знову готувала каву для боса. Пізніше Рейчел влаштувалася працювати в Bloomingdales.

## Взаємини

### З Росом
Брат Моніки Рос Геллер був закоханий у Рейчел ще зі шкільних років. Тоді вона вважала його «придуркуватим старшим братом Моніки». Після переїзду до Моніки у них зав‘язалась дружба, яка згодом переросла в роман. Коли Рейчел запропонувала Росу зробити «невелику перерву», Рос, напившись, переспав із дівчиною з ксерокса.
На цьому стосунки Роса і Рейчел припинилися. Але весь третій сезон вони ще були закохані одне в одного і наприкінці знову зійшлися на нетривалий період.
Їхня взаємна симпатія не зникла. Рос на своєму весіллі вимовляє ім'я Рейчел замість Емілі, а Рейчел освідчується Росу в коханні, проте він не відповідає взаємністю. Пізніше в Лас-Вегасі, сильно напившись, Рейчел і Рос навіть одружилися.
Через випадкову близькість у Роса і Рейчел народилася дочка Емма.
У заключному сезоні Рос і Рейчел відновлюють свої стосунки. У серіалі «Джої» (який є спін-оффом «Друзів») Джої говорить, що всі його друзі одружилися й осіли, що побічно підтверджує факт повторного шлюбу між Росом і Рейчел.
За словами Роса в «Епізоді з продавцем диванів» (п'ятий сезон), Рос з Рейчел були близькі 298 разів, плюс ще один раз коли було зачато Емму й одного разу в кінці 16 епізоду 10 сезону (Рейчел каже, що це був найкращий спосіб сказати «до побачення», але ця близькість відновлює стосунки). Загалом виходить, що за час серіалу Рос і Рейчел були близькі 300 разів.

### Інші стосунки
- Незадовго до роману з Росом, Рейчел деякий час зустрічалася з італійцем Паоло.
- Посварившись із Росом, Рейчел зустрічалася з Расом, який був практично точною копією Роса.
- У четвертому сезоні Рейчел недовгий час зустрічалася зі своїм клієнтом Джошуа.
- У Рейчел був роман з її молодим асистентом Тегом, який припинився через різницю у віці (6 років)
- Рейчел мала короткий роман із Джої Трібіані, але в результаті вони усвідомили, що вони просто друзі.
- У ролі одного з хлопців Рейчел знімався Брюс Вілліс.
- Також у Рейчел були нетривалі стосунки з Жаном-Клодом Ван Даммом (у ролі самого себе). Спочатку з цього суперчоловіка «сохла» Моніка, але вона виявилася занадто сором'язливою, щоб підійти до нього і познайомитися. Роман Рейчел і Жана-Клода було припинено через ревнощі Моніки.

## Кар'єра
Після переїзду до Моніки Геллер Рейчел влаштувалася офіціанткою в Центральну Кав'ярню — одне з головних місць дії серіалу.
Втім, її роботою майже ніхто не був задоволений: вона постійно плутала замовлення.
У третьому сезоні вона отримала роботу асистента в компанії «Фортуна Мода». Через деякий час перейшла працювати в один із найвідоміших магазинів Нью-Йорка Bloomingdale's. Врешті-решт вона влаштувалася у відому модельну компанію Ральфа Лорена.
У кінці серіалу її звідти звільнили і вона, завдяки допомозі свого знайомого Марка, який допомагав їй із роботою у Блумінгдейл, отримала роботу в Парижі в компанії Луї Віттона. Однак, завдяки втручанню Роса, отримала назад роботу у Ральфа Лорена і залишилась у Нью-Йорку.

## Житло
Перші шість років після початку самостійного життя Рейчел мешкала у квартирі Моніки. Після того як Рейчел і Моніка програли Чендлеру і Джої свою квартиру, вона з Монікою деякий час мешкала у квартирі хлопців. Після того, як Моніка і Чендлер вирішили розпочати спільне життя, вона переїжджає до Фібі Буфе.
Коли квартира Фібі згоріла внаслідок нещасного випадку, вона знову поселяється до Моніки, проте незабаром міняється з Фібі і переїздить до квартири Джої.
Після того як у Рейчел з'являється дитина, вона з'їжджає з квартири Джої й оселяється у Роса, батька дитини. Але через деякий час знову повертається до Джої.